# Elona
『Elona』（エロナ）は日本のインディーゲーム開発者であるnoaによってフリーウェアとして2007年より公開されたローグライクゲーム。正式タイトルは 『Eternal League of Nefia』。
自由度の高さと、他のローグライクゲームに比べグラフィックが強化されていることが特徴である。ゲームシステムはZAngband、変愚蛮怒などの系統に属している。
続編の「Elin」についても本記事で述べる。

## ゲームの目的
ゲームの明確な目的は与えられておらず、プレイヤーはイルヴァと呼ばれる世界で自由に生活することができる。ただし、ストーリーの軸となるメインクエストは存在する。メインクエストに従い、レシマスと呼ばれるダンジョンを探索することが、プレイヤーのひとつの目的となる。
ver1.16時点でのメインクエストは「第1部」とされている。他にもサブクエストや街で受けられる依頼がある。これらはストーリーには影響しないが、目的を達成することで報酬を得ることができる。

## ストーリー
Elonaの舞台はイルヴァの第11期文明、シエラ・テールの時代である。辺境のカルーンにあるヴィンデールの森に異変が起き、人が住むことのできない異形の森となって拡大を始めた。ザナンの皇子サイモアは、この異変に対し異形の森とヴィンデールに住むエレアの撲滅が必要であると宣言し、今にも戦いが始まろうとしていた。
その最中、プレイヤーである冒険者は、異形の森から吹くエーテルの風によって乗っていた船が難破してしまう。ノースティリスの地に流れ着いた冒険者は、無実を訴えるため中立国パルミアへ向かっていた二人のエレアに救助され、洞窟の中で意識を取り戻した。

## システム
多くのローグライクのゲームに共通する特徴を持つ。最初に種族11種と職業10種を選んでプレイヤーキャラクターの性質を決定し、得意な戦術を生かして戦っていく。
本来のローグとは違い、街やランダム生成されたダンジョンが点在した広域フィールドがある。また、ローグ系としては珍しくロード機能があり、一度死んでもデータが抹消されることは無い。死んだ場合は死亡した時点での記録を引き継ぎある拠点から復活するか、最終セーブ地点からやり直すかが選択できるが、前者を選ぶと能力や金銭が減少し、幾つかの装備やアイテムなども死亡地点にドロップするペナルティが科せられる。
プレイヤーキャラクターの行動は、コマンドが当てはめられたキーボードの各キーで決定する。上下斜めへの移動、敵と接して武器で攻撃する、飛び道具を用いる、魔法を唱えるなどわずかな入力で多彩な行動ができる。
フィールド・ダンジョン
フィールドは二次元であり、固定フィールド内で一部の固定ダンジョンを除いたダンジョンがランダム生成される。
ダンジョンの最深階には決まってランダム生成されたボスが存在し、ボスを倒せば多くの財宝を得られるが、
最深階に到達した時点で死亡したり上の階へ上ってしまうと失敗扱いとなり、ボスは消滅する。
また、小部屋一面に1種類、もしくは多種の敵が配置されたモンスターハウスもしばしば見かけられる。
ダンジョンはフロアを移動しても保存される。時折通路に岩などが配置されて進めない場合があるが、その場合は採掘コマンドを実施すれば壊せる可能性がある。
逆に杖や魔法で壁や扉を作ることも可能。
ダンジョンにはモンスターが数多くあふれている。中には中立・友好のモンスターも存在し、時には協力して敵を撃破することもある。
稀に名前に『』や《》が付く一般モンスターが強化された敵が出ることがあり、倒せば上述のダンジョンボスほどではないが、良いアイテムを落とす可能性が高い。
また、固定ダンジョンに出没するボスは固定アーティファクトを持っていることが多い。
モンスターの中には一度撃破すると二度と遭遇できないレア種も存在する。またサブクエスト用の特別なモンスターなども用意されている。
現在ではモンスターを自由に追加できるようになり、ネットに接続していればプレイヤー同士での交換も可能となった。このため登場するモンスターの種類は無限とも言える。
スキルシステム
冒険者は多種多様なスキルと呼ばれる能力を磨くことで成長することができる。
武器による攻撃を行うと近接攻撃を強力にするスキルが鍛えられ、同時に主能力である筋力も上昇する。また筋力の上昇により最大HPも増えていく。
同様に魔法を詠唱すると詠唱スキルが上がり、主能力の魔力の上昇、MPの増加という流れで冒険者は成長する。
武器攻撃や魔法、飛び道具と言った戦闘関連のスキル以外にも、宝石細工や窃盗、釣りや栽培、料理や交渉、演奏などと言った様々な生活スキルがある。
本作ではレベルが上がっても能力が変化することはないため、スキルを鍛えることが強くなることに直結している。
装備品
本作に登場する装備品は例えば鉄の剣であっても、生成される時に様々な追加効果が付属される可能性がある。また、種類が同じでも、使われている素材（鉄や布など）によって大きく性能が変わる。
こうした装備品にランダムで能力が追加されるというシステムはAngbandなどに見られるものとほぼ同じである。
強力な性能を持ったランダムアーティファクトや、性能があらかじめ決まっている固定アーティファクトも存在する。
本作ではストーリーをクリアしてもゲームが続くというシステム上、どれだけ優秀な効果が秘められた装備品を集めるかということが最終的な目標の一つでもある。
耐性
本作において重要かつ不可欠な要素である。Elonaでは恒久的な死が無い代わりに、強力な範囲属性攻撃や魔法を使う敵が比較的早い段階で出現するからだ。
こういった敵がモンスターハウスなどに配置されると、耐性が無ければ探索を続けるどころか生きて帰ることすら難しくなる為、
早い段階から装備などで耐性を考えて準備をしなければならない。
技能
技能は特定のスキルを上げることや神を信仰するなどで使うことが可能となる。
範囲攻撃・体力回復・速度上昇などといった魔法に似た効果の物も多いが、
魔法の杖の使用回数を補充する、対象の装備品を盗む、といった技能独自のものもある。
全ての技能はスタミナを消費して発動し、連続して使用するとスタミナ不足に陥り、一時的に技能の成功率が下がるだけでなく、能力値に様々なペナルティを受ける。
魔法
本作の魔法は基本的に有限で、呪文は覚える物ではなく、呪文の記した本を読むことで魔法のストックを溜めることが基本となる。
ストックは使用する度に減っていき、使い切ると再度ストックを溜めるまでその呪文を唱えることが出来ない。
魔法の詠唱にはMPを使用し、MPが不足している状態でもHPを代償に詠唱をすることができる。ただし、大抵の場合は減少するHPの量が尋常ではなく、死亡する危険性が高い。
詠唱成功確率には魔法のレベルと詠唱スキルが、呪文の本を読むには読書スキルが、ストックを多く確保するためには暗記スキルが、
更に範囲魔法で味方を巻き込まない為には魔力制御スキルが必要になり、さらに装備が重かったり、二刀流や盾持ちの状態だと魔法の成功率が下がるなど、
色々と制約が多く、魔法特化スタイルを目指す場合はかなりの熟練が必要となる。
変異・エーテル病
このゲームでは冒険の最中に体質が変異したり、エーテル病にかかることがある。
変異はイベントや薬を飲むと起こる場合があり、耐性や能力値の増減がランダムで起こる。
エーテル病は主に一定の期間中に吹く「エーテルの風」を長時間受けると発症する。
変異とエーテル病の違いは、エーテル病の方が強力な悪性効果を持つものが多く、エーテル病を放置していると死亡する点である。
エーテル病は普通に冒険していても発症する為完全な予防は不可能だが、
シェルターと呼ばれる施設に入りエーテルの風をしのいで発症を遅らせるか、高価かつ貴重だが抗体薬を飲むことで症状を和らげることが出来る。
ペット・結婚
一部を除くモンスターなどのNPCは、いくつかの手段を用いてペットにすることが出来る。
ペットはプレーヤーと同じく成長し、装備品を渡すことで装備も可能である。上手く育てれば強力な戦力になるほか、ペット同士を合成して強化も計れる。
また、一定以上友好度を上げると、そのペットと結婚することができる。
遺伝子を残すことで新規のプレイ時にプレーヤーの所有物を引き継ぐ他、プレーヤーの成長に応じたボーナスを受けることも可能である。
信仰
多種多様な神々の中から1つを選択し、神に死体やアイテムなどの貢ぎ物を捧げることで、能力に信仰に応じたボーナスが得られる。ボーナスの入る能力は神によって異なる。
さらに、一定の信仰ごとに神の僕や強力なアーティファクトを得られる。
また、祈ることで体力などを回復してくれる。
尚、酷似した仕様を持つDungeon Crawlでは貢ぎ物を捧げていれば自動的に信仰値が最高に到達できたが、このゲームでは信仰スキルと貢ぎ物の両方を満たさなければ、前述した神の僕やアーティファクトを得ることは出来ない。
依頼
冒険者は様々な種類の依頼をこなし、報酬で生計を立てている。大半のプレイヤーも、それぞれの街で張り出される依頼を成功させることで金銭や装備品などの報酬を得る。
依頼内容はモンスター討伐から物資の調達、パーティ会場での演奏などと幅広く、住民は冒険者のことを何でも屋と考えている面がある。
この依頼はランダムで無限に生成される。依頼を成功させると名声を上げることができ、より高度な依頼を受けることができるようになる。
ギルド
所属できるギルドは戦士・魔法使い・盗賊のギルドの三種類である。所属していればそれぞれアイテムを安く購入できるなどの特権が得られ、給料も貰うことができる。
また科せられたノルマ（ギルド毎に異なる）をクリアしていけばギルドのランクを上げ、給料を増やすことができる。
現在、上記のノルマを除けばギルドに関するクエストはなく、ギルド内の人間によって発生するイベントは存在しない。
カルマ
カルマはプレイヤーの行動がどれだけ善人かを表す数値であり、－100から40の範囲で変動する。
（通常の上限は20だが、あるアイテムにより変化。逆に上限が0になる場合もある）
この値は一定でなくプレイヤーの行動、各種イベントなどで常に変化する。カルマは正の数であれば税金が減るなどの特権がある。
逆に－30以下で犯罪者となり、一部を除いた商人と売り買いができなかったり、特定のNPCから攻撃されるなどのペナルティが課せられる。
税金などを完全に踏み倒した犯罪者として生きる道も選ぶことができる。
物件
冒険者は自分独自の物件を持つことができ、その種類は様々である。博物館を経営するなど収入を得ることもできる。
自宅を家具やペットで飾り、ネットを介して他の冒険者に訪問させることも可能。他には農場や畑を経営して食料などを確保することもできる。
交易
交易品を特産地で仕入れ、それを運んで高い値がつく町で売ることで利益を得ると言った、交易による金稼ぎも可能である。
すくつ
やりこみ要素のひとつのダンジョンであり、高レベル上級者向けの底なしダンジョンである。特定のアイテムを入手後探索が可能になる。5階ごとに『』付きのボスが存在する。

## キャラメイク

### 種族
イェルス
全体的に能力値がやや高めな種族で、特に習得に優れている。
レベルアップ時に追加の成長ボーナスを得ることが出来るため、高い習得と合わせてスキルを成長させやすい。
また銃器などの機械の扱いに長けており、交渉スキルを初期習得している。初心者向けの種族。
エウダーナ
魔法の素質に長けているが、物理系能力値も低くは無い。
魔法耐性を持っており、貴重な耐性の一つであるため、見た目よりも大いに価値がある。
初期習得のスキルは魔法関連の物が多い。
妖精
力や耐久力、生命力が非常に弱く脆い、かつ軽い武具しか装備できないなど制約が多いが、その分魔法関連の能力や魅力は秀でており、速度も非常に高い。
更に数々の素晴らしい耐性を持つ。
丘の民
力や耐久に優れ、近接戦闘を得意とした種族。魔法系の能力値は平均的。料理スキルを最初から持っており、食糧が賄い易い。
更には毒や暗闇に耐性を持つ為、初心者に扱いやすい種族といえる。
ジューア
全体的に高水準な能力を持ち、器用さが特に高い。鍵開け・演奏・交渉など便利なスキルを初期習得している。
他種族より食料の消化速度が遅い為ダンジョンを長く探索しやすい。初心者向きな種族。
エレア
魔法の素質に長けている。物理系の能力値は平均的。エウダーナに近い能力だが、初期習得スキルなどが多少違う。
エーテル病の進行の遅延やマナの反動軽減など、特有の能力を持っている。
かたつむり
ローグライクお馴染みの最弱種族。全ての能力値が極めて低く、速度が非常に遅く、さらに通常13箇所ある装備部位が背中・遠隔・矢弾の3箇所しかない。
初期習得のスキルも非常に貧弱で、さらに塩に触れると致命的なダメージを受ける上に、清掃員NPCの居る町では塩を投げられる。
扱うには相当な熟練が必要。
リッチ
筋力や魅力が低く、生命力もやや低いため打たれ弱いが、非常に高い魔力とマナを持つ。
さらに冷気・暗黒・毒に対する耐性を持っている。
ゴブリン
筋力や耐久力がやや高いが、丘の民に比べると能力値は高くない。しかし、クリティカル率を上げる心眼という貴重なスキルを最初から習得している。
また、暗黒耐性を持っている。
ゴーレム
筋力や耐久、生命力が非常に高く、肉弾戦に特化した種族。そのほかの能力値は非常に低く、速度もかなり遅い。
重要スキルである重量挙げを初期習得しており、毒耐性を持ち、朦朧状態にならない特性を持つ。
速度が低いため、それを補う乗馬スキルと組み合わせて使う事が多い。
カオスシェイプ
能力面は平均的だが、魅力のみ極端に低い。
最初は装備部位が手・胴体・遠隔・矢弾しかない為非常に弱いが、3レベルごとにランダムに装備部位を獲得し、最終的には他種族を超える16箇所の装備部位を得る。
大器晩成型。
他にも設定を変更することでNPC専用のextra種族を選択することができるが、ボスキャラクター専用などの種族はゲームバランスを崩壊させる危険性もあるため注意が必要。

### 職業
戦士
接近戦闘を主とする職業。筋力や耐久に大きなボーナスが入り、また杖以外の近接武器スキル全てが上昇する。
両手持ちスキルを新規習得し、盾スキルにも大きなボーナスがあるため、両手持ちか盾持ちの戦法が向いている。
そのほかのスキルも全て戦闘関連のものであり、初期から戦闘能力が非常に高い、初心者に向いている職業。
遺跡荒らし
戦士と同じく接近戦を主とする職業だが、生活系のスキルも多く持っている職業であり、交渉や窃盗といった便利なスキルを新規習得する。
器用が高くなり、筋力・耐久・感覚・習得なども少し上昇する。
二刀流スキルを習得するため、二刀流戦法に向いている。
初心者、上級者を問わず扱いやすい。
魔法使い
魔法の詠唱能力に長けている職業。魔力や意思が高くなり、魔法関連のスキルを一通り習得する。
魔法を詠唱するためには装備の重量を軽くする必要があり、さらに盾や二刀流の使用にも制限がかかるため、非常に打たれ弱い。
また、魔法を詠唱するために魔法書の入手などの問題を解決する必要もあるため、初心者には難しい職業だが、使いこなせれば攻撃力は高く、便利な魔法が揃っている。
農民
生産スキルに精通した職業。交渉・解剖学・裁縫・栽培・料理など戦闘には関係ないが便利なスキルを持っている。
習得がかなり高くなるためスキルを成長させやすい。筋力や耐久力なども多少はあるが、戦闘関連のスキルが乏しいので序盤は戦闘にはあまり向かない。
狩人
射撃攻撃のスペシャリスト。弓やクロスボウの扱いが上手く、遠隔攻撃の威力を上昇させる射撃スキルを持っているため、最初から射撃攻撃の威力が高い。
器用が高く、筋力や耐久もある程度上昇する。
また、乗馬スキルも持っているため、序盤から乗馬戦法をする事も出来る。
魔法戦士
戦士と魔法使いの中間的な職業。筋力や耐久、魔力がそこそこ上昇する。
接近戦用のスキルと魔法関連のスキルを満遍なく習得するが、接近戦をするのに重要な戦術スキル(スタイルによっては両手持ちや二刀流も)を習得せず、
魔法詠唱に重要な暗記スキルも習得しないため、初期状態だと器用貧乏になる。これらのスキルは追加で後から習得する必要がある。
また、魔法を使う場合は装備重量や盾、二刀流の使用に制限がかかるため、それらとの兼ね合いを考える必要がある。
ピアニスト
演奏を生業とする職業。演奏スキルを初期習得している。演奏スキルはレベルが低いうちはNPCに石を投げられたりして役に立たないが、レベルが上がれば高額な収入になる。
魅力が高くなり、筋力や習得もある程度上昇する。重い楽器を持ち運ぶためか、重要なスキルである重量挙げが非常に高く、最初から多くの荷物を持ち運べる。
読書や暗記スキルも持っているため、詠唱を持つ種族と組み合わせれば初期から魔法を使う事も出来る。また、乗馬スキルも初期習得する。
神官
魔法詠唱と信仰を得意とする職業。信仰スキルに大きなボーナスが入り、神の恩恵を最初から大きく受ける事が出来る。
意思が非常に高く、魔力もそれなりに高くなる。
盾や重装備スキルにボーナスが入るが、これらの装備スタイルは魔法との両立が難しい。
クレイモア
長剣の両手持ちと回避能力に長けている職業。長剣・両手持ち・回避スキルが非常に高く、さらに命中率の低い攻撃を確実に回避する見切りスキルを習得する。
筋力が高く、感覚や器用もそこそこあるが、戦士系にしては耐久が低い。魔法などは回避できず、万全な防御手段ではないため、打たれ弱くなりがち。
戦術・両手持ち・読書スキルを習得するため、詠唱を持つ種族と組み合わせれば魔法を使う戦士にする事も出来る。エレアと組み合わせると、それらに加えて暗記も習得できる。
この職業は漫画『CLAYMORE』のパロディである。
観光客
ローグライクゲーム伝統の最弱職。
一切の能力値ボーナスが存在せず、能力値が非常に低い上に、新規習得スキルも釣りと旅歩きのみである。
ハンディキャップマッチの様なものであり、種族かたつむりとこの職業を組み合わせて最弱キャラクターを作り出し高難易度の縛りプレイとして挑戦するプレイヤーも少なくない。かなりの根気と慣れが必要である。
本作ではあらゆるスキルは後からでも習得でき、あらゆる能力値は後からでも上げられるので、戦士を選んで気が変わって魔法使いに転向することも可能である。
キャラメイク時には種族と職業以外にも有益な身体的特徴であるフィートを選ぶ必要があり、同じ種族や同じ職業でも違ったキャラクターが出来る。

### その他
名前、異名、性別、年齢、体重、などもある程度自由に変更が可能である。服やアクセサリーなどパーツごとの着せ替えによってPCの容姿を作成することができる。
キャラメイクを終えてプレイを始めたあとでも、容姿や名前はいつでも変更できるほか、異名、性別、年齢、体重などもプレイ中に特定の行動を起こすことで変更できる場合がある。

## 評価
4Gamer.netと窓の杜のレビューでは共通した評価が見られる。それは「ゲームに慣れるのには苦労するが、それを乗り越えれば長い間楽しむことができる」「自由度が高い」というものである。

## ヴァリアント
2011年3月に作者より更新の無期限中止が宣言され、希望者へのソースコードの譲渡が行われた。以降は複数の有志によってそれぞれ異なる要素が加えられた派生作品がつくられ、更新を続けている。
ヴァリアントには、単にオリジナルのバグを修正したものや、新種族や職業の導入、メイン・サブクエストやワールドマップの追加、システムの追加や変更、拡張機能の拡大が図られているものなど多岐に渡る。

## 続編
Elonaの続編である『Elin』の開発が開始され、2023年にはクラウドファンディングが行われた。
2024年11月1日にアーリーアクセスを開始。正式リリースは2026年後半を想定している。

## トラブル
2024年8月8日にHONG KONG KUNPAN CULTURE ENTERTAINMENTより本作の後継作品と称した『Elona2〜ドット絵×異世界×アドベンチャーRPG』が発表されたが、本作開発者のnoaはこの発表に対して正式な『Elona』タイトル使用の許諾はしていないという旨の声明を自身のXアカウント上にて行った。
なお、HONG KONG KUNPAN CULTURE ENTERTAINMENT側の主張としては、noaと『Elona2』の開発元である成都数字狗科技有限公司との間で『Elona』のライセンス契約が締結されており、『Elona2』の発表については成都数字狗科技有限公司とのパブリッシング契約を行った上でのものであるとしている。先述ライセンス契約は『ELONA』のモバイルゲームに関して開発会社によって自主的な開発ができるという内容であり、実際に過去にも『Elona』のタイトルを冠したモバイルゲーム『Elona Mobile』がリリースされている。